# 庞培法布拉大学

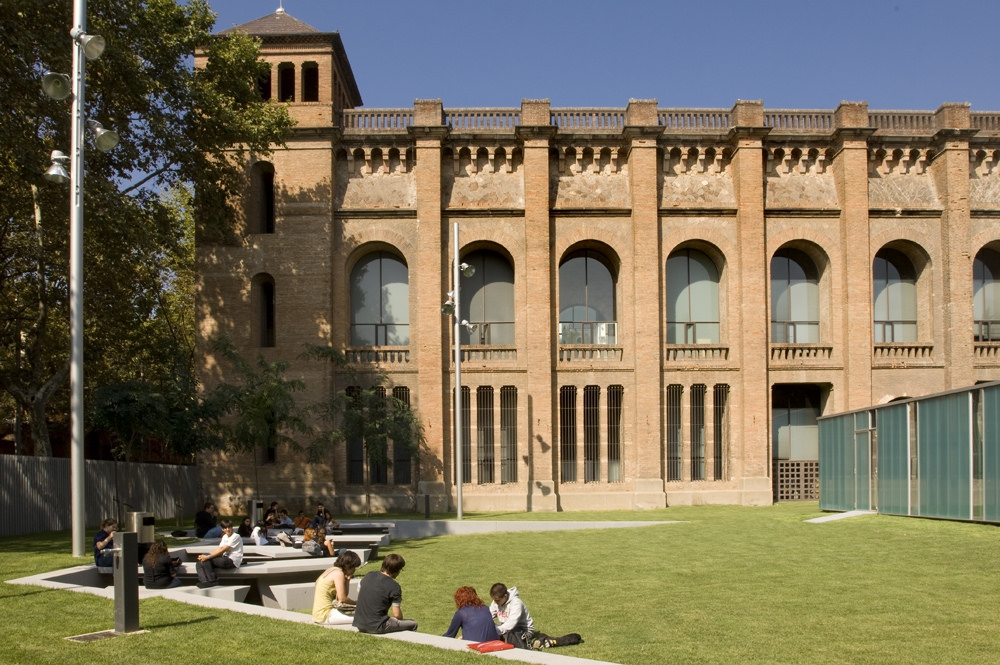
Dipòsit de les Aigües (library), Citadel Campus

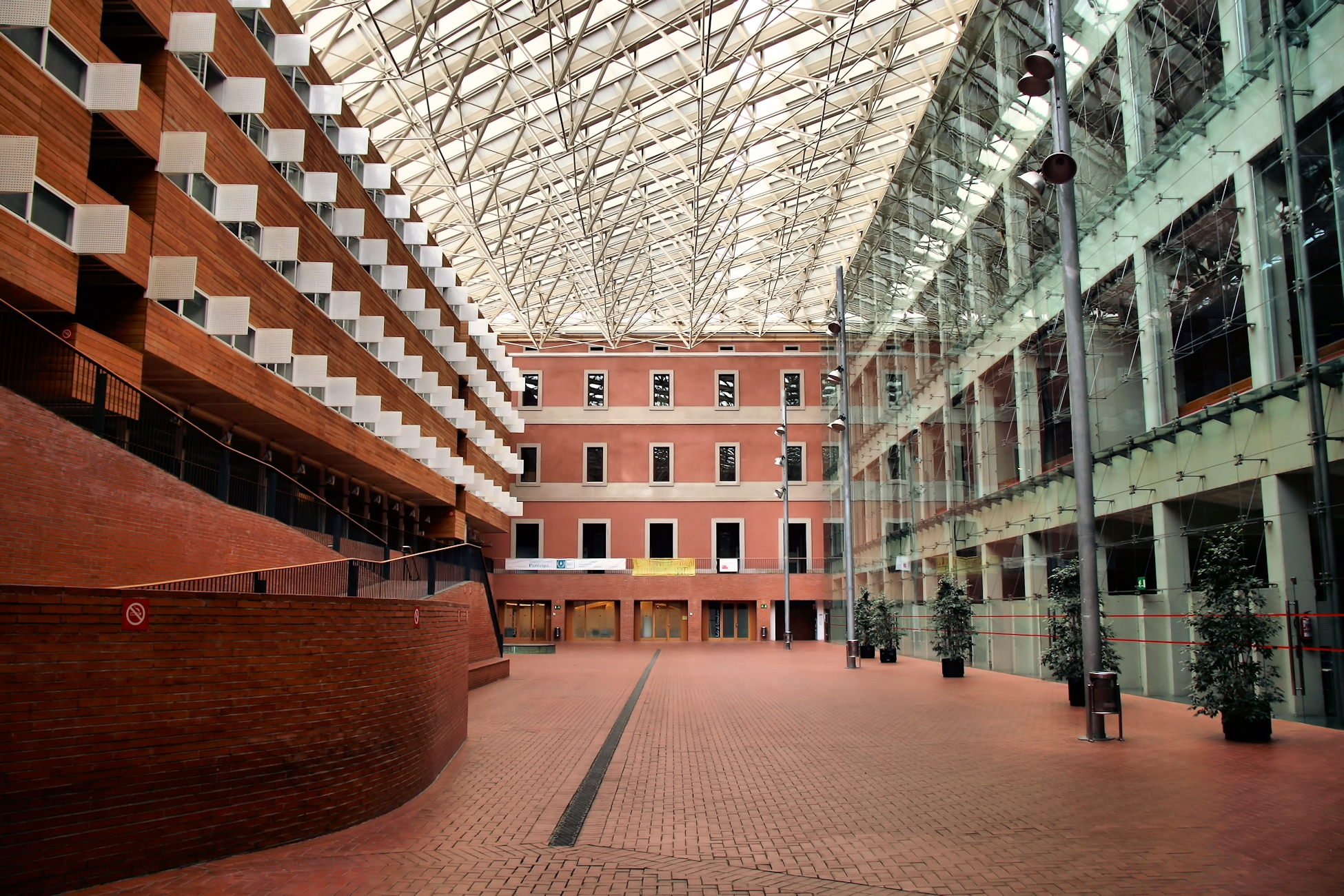
Roger de Llúria building, Ciutadella Campus

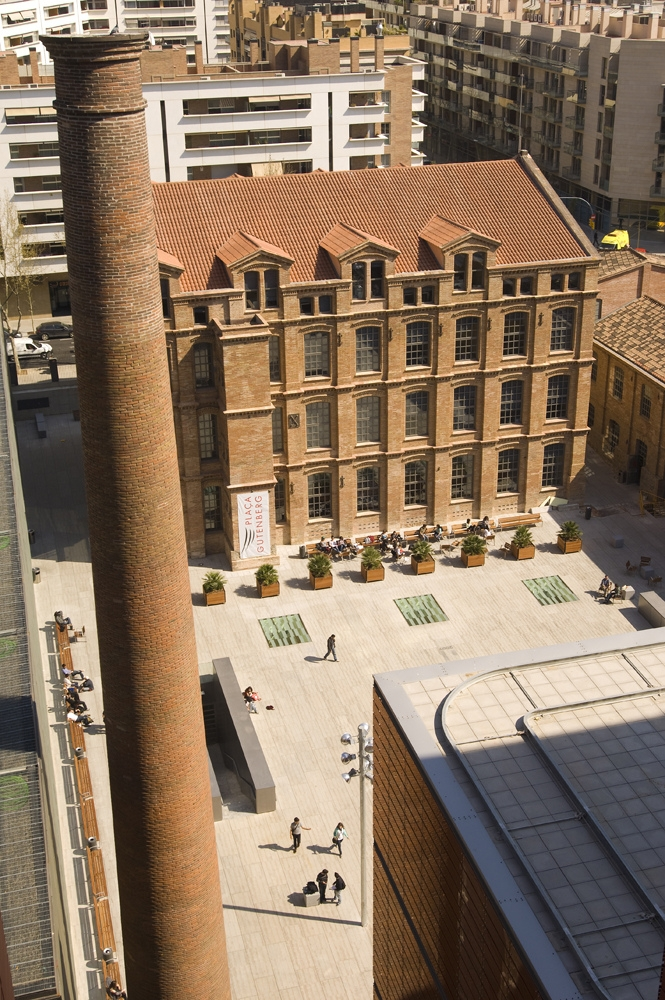
Poblenou Campus

庞培法布拉大学（發音：[uniβəɾsiˈtat pumˈpɛw ˈfaβɾə]）创建于1990年6月18日，位于西班牙巴塞罗那。其校名是为了纪念加泰罗尼亚语语法学家庞佩乌·法布拉。加泰罗尼亚语是UPF的官方授课语言，其主旨是希望学习加泰罗尼亚语的学生在巴塞罗那和其周边地区获得更多的机会.该大学的主要优势是社会科学和人文科学、健康和生命科学以及传播和信息通信技术。
UPF现有15000名在校学生、1500名教师及600名员工。校区位于巴塞罗那市区中心。

## 教学与研究
UPF的教学及科研活动集中于以下领域：
- 实验科学及健康科学
- 政治及社会科学
- 法律
- 经济和企业管理
- 人文科学
- 通讯
- 信息及通信技术
- 翻译及语言文学

UPF设立广泛的本科及研究生（硕士、博士）课程，使用加泰罗尼亚语、西班牙语和/或英语教学。UPF采用欧洲高等教育标准模式，设置本科教学阶段（4年）、硕士教学阶段（1－2年）和博士阶段（1年＋3年博士论文撰写）。